# Sint-Martinuskerk (Koblenz)
De Sint-Martinuskerk (Pfarrkirche St. Martinus) is een parochiekerk in Lay, een Stadtteil van Koblenz (Rijnland-Palts). De aan de heilige Martinus van Tours gewijde parochiekerk werd in de eerste helft van de 13e eeuw gebouwd en in de loop der tijd verbouwd en vergroot. De kerk maakt deel uit van de Pfarreiengemeinschaft Koblenz-Moselweiß.

## Geschiedenis

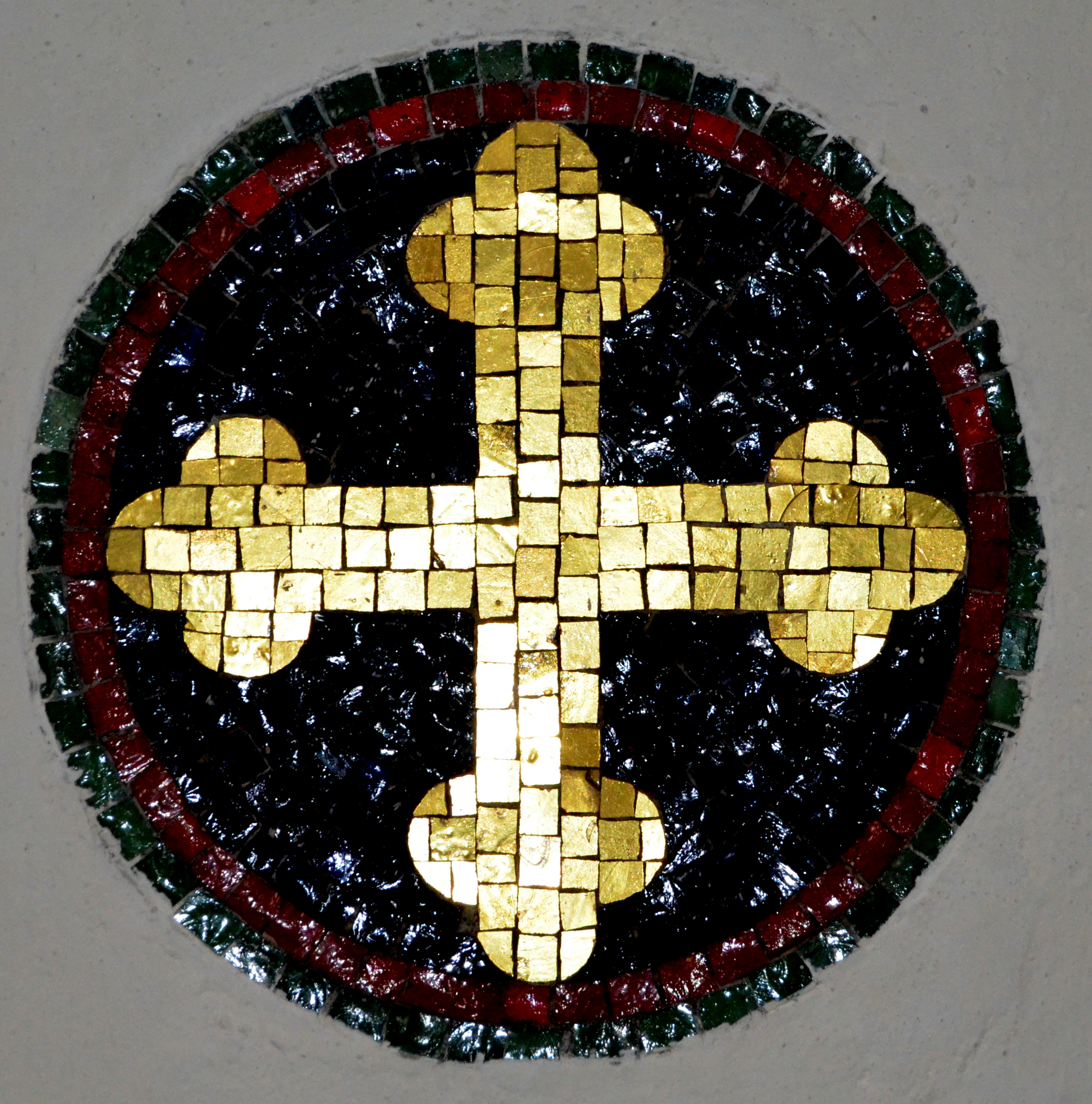
Wijdingskruis in het nieuwe kerkschip

Het noordelijke deel en de toren van de kerk stammen uit de eerste helft van de 13e eeuw. De crypte onder de oostelijke koortoren is het oudste deel van de kerk. Vermoedelijk bestond hier eerder nog een oudere kerk. De patronaatsrechten van de kerk bezaten de kloosters Kaufungen en Siegburg. Tijdens een strijd tussen beide kloosters wordt de kerk voor het eerst in een oorkonde genoemd. In 1440 werd de parochie bij het stift Münstermaifeld gevoegd, waar het tot de secularisatie in 1802 onder bleef vallen. In de 15e en 17e eeuw volgden enige verbouwingen. Zo werd de kerk in 1456 gerenoveerd, waarbij een nieuw altaar werd aangeschaft. In 1680 werd de kerk opnieuw gerenoveerd en de ramen van de kerk verlengd. De sacristie werd in 1855 aangebouwd.  
Het toenemende aantal gelovigen noodzaakte in het begin van de 20e eeuw tot een vergroting van de kerk. Onder leiding van de architect Peter Marx werd tussen 1928 en 1929 aan het bestaande kerkschip een uitbreiding gebouwd. Tegelijkertijd werd de oude crypte onder de toren weer blootgelegd. Op 25 april 1932 volgde de wijding door de Trierse bisschop Franz Rudolf Bornewasser. 
Het hoogaltaar bevond zich toen nog op de zuidelijke kant van de nieuwbouw. In het kader van de hervormingen na het Tweede Vaticaans Concilie werd het altaar in 1973 verplaatst naar de huidige locatie. Op de oude plaats van het hoogaltaar kwam in 1984 een nieuw orgel. Aan de noordelijke muur werd in 1987 een groot wandtapijt van de kunstenaris Maria Benatzky-Tillmann uit Kail opgehangen. Een laatste renovatie van het interieur vond in 2004 plaats.

## Bouw en interieur

### Exterieur
De Martinuskerk is een laatromaanse, eenschepige zaalkerk uit de 13e eeuw met een dwars op het kerkschip toegevoegde drieschepige aanbouw uit de jaren 1920. De middeleeuwse kerk heeft een zadeldak en was oorspronkelijk oostelijk georiënteerd. De aanbouw heeft lessenaarsdaken en het nieuwe koor een vlak piramidedak met ronde ramen in de lichtbeuk. De drie verdiepingen tellende toren heeft een rombische spits en staat bij het oude koor. In de met rondboogfriezen versierde toren hangen twee klokken uit 1377 en 1440. Oorspronkelijk bevond de hoofdingang zich in de westelijke gevel van het oude kerkgebouw, maar tegenwoordig gaat men door een toegang in het zijschip van de aanbouw naar binnen. Boven de vroegere ingang bleven een zespasraam, drie rondboogramen met geprofileerde hoekzuiltjes en daarboven nog een gesloten zespasraam bewaard.

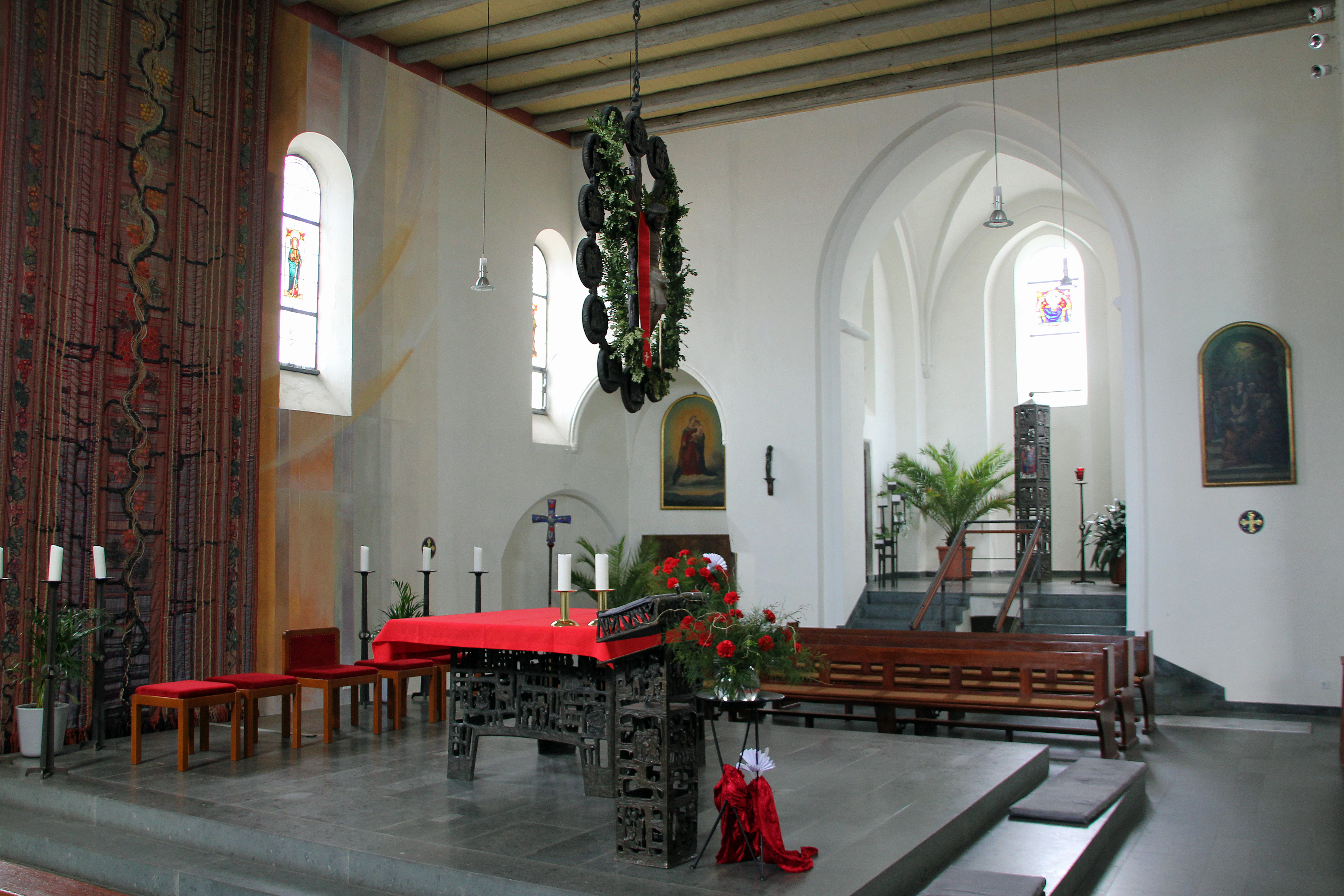
Het volksaltaar

### Interieur
Het oude koor achter de oostelijke toren bezit een kruisribgewelf. Daaronder bevindt zich de crypte met het oude zwart marmeren Nicolaasaltaar. Het kerkschip bezit in het lagere oudere en hogere nieuwe deel een vlak balkenplafond. In het nieuwe middenschip voeren op beide kanten vier arcaden naar de lagere zijschepen, die van tongewelven zijn voorzien. In het vroegere koor van het nieuwe middenschip staat tegenwoordig het orgel.
Centraal in het oude kerkschip bevindt zich tegenwoordig het altaareiland met een gotisch kruis (in de vorm van een vork) uit de 14e eeuw. De krans van medaillons rond het kruis werd in 1974 door de Keulse kunstenaar Egino Weinert ontworpen. Hij schiep ook het altaar, het tabernakel en de ambo. Het romaanse doopvont in de kerk stamt nog uit de bouwtijd. Aan de noordelijke muur hangt een groot wandtapijt met het motief van een wijnrank en een veelvoud van druiven en bladeren.
Aan de muren hangen diverse schilderijen en beelden, die een periode van meerdere eeuwen bestrijken. Tevens staat er in de kerk een neogotische biechtstoel uit het einde van de 19e eeuw met maaswerk van de Kolbenzer beeldhouwer Ernst.
Het kostbaarste bezit van de kerk is een gotische monstrans uit de 15e eeuw.

## Afbeeldingen

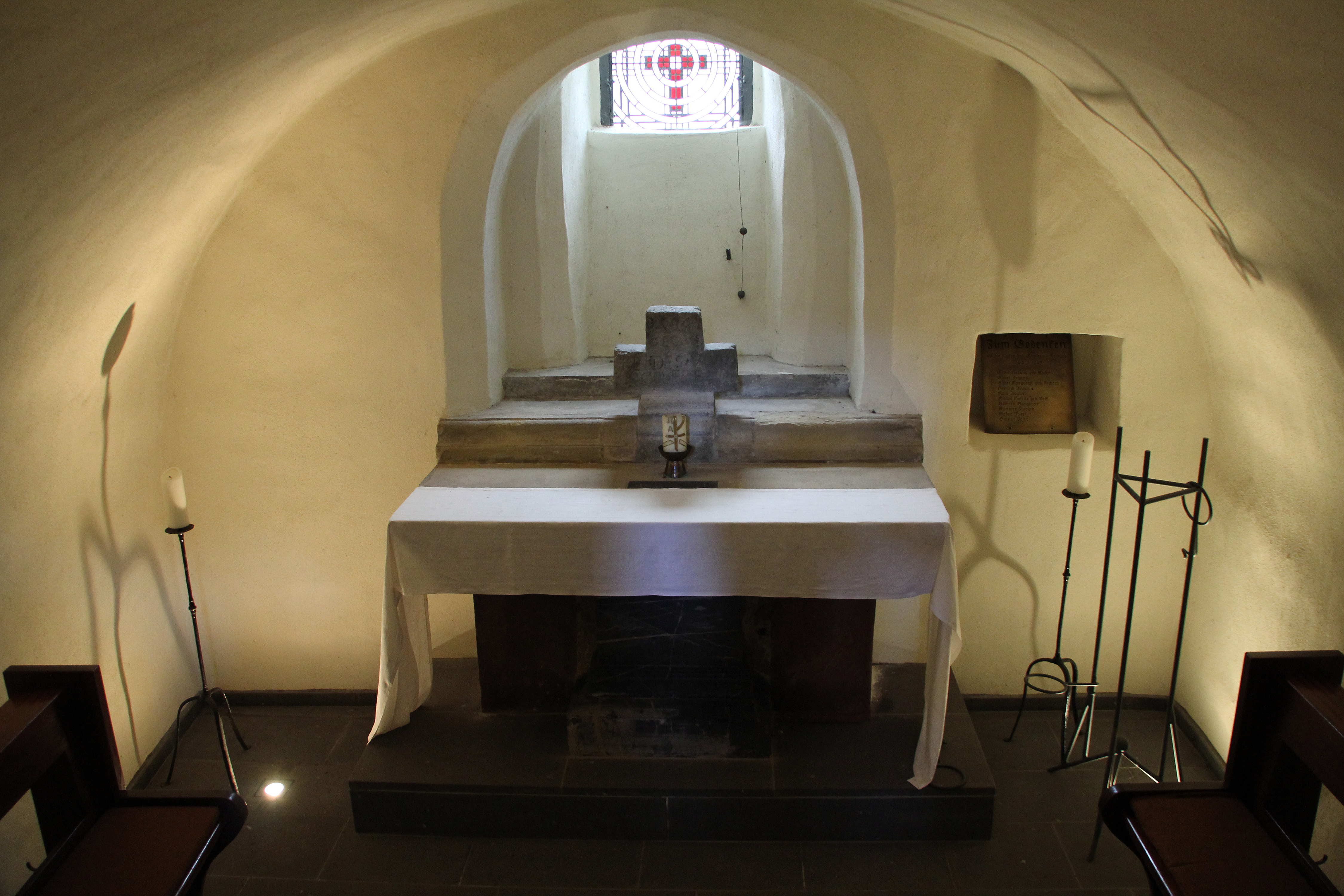
Crypte
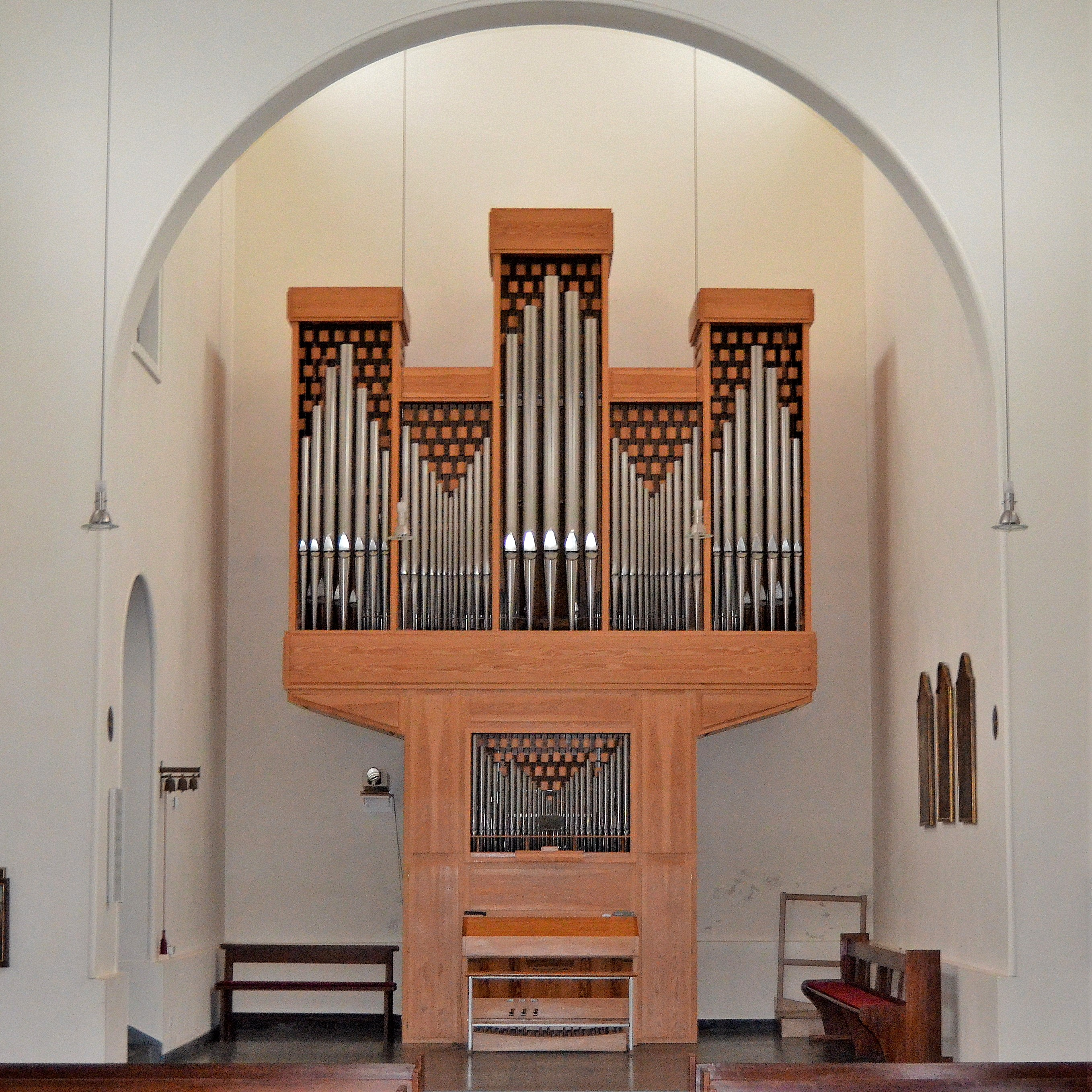
Orgel
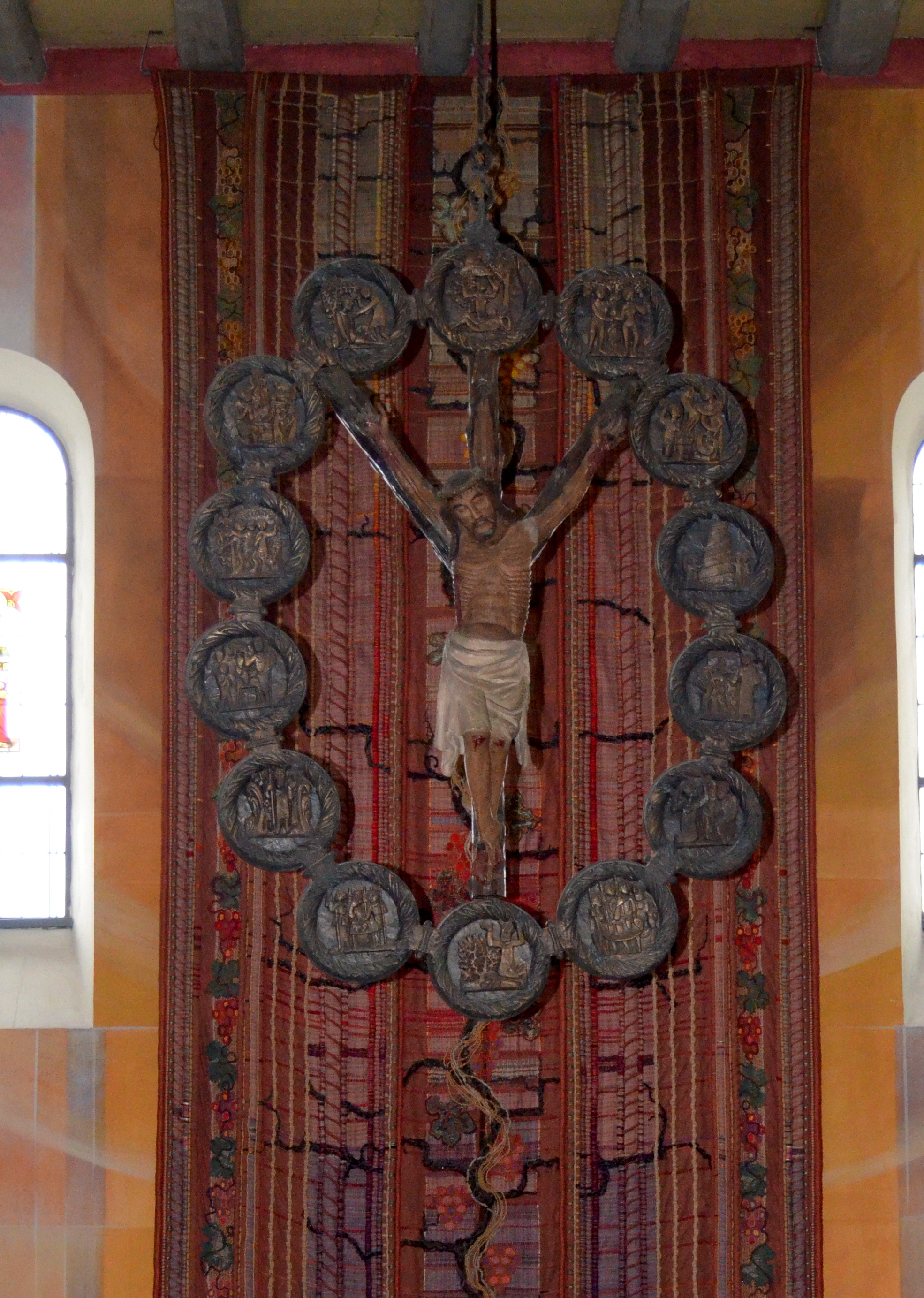
Gotisch kruis
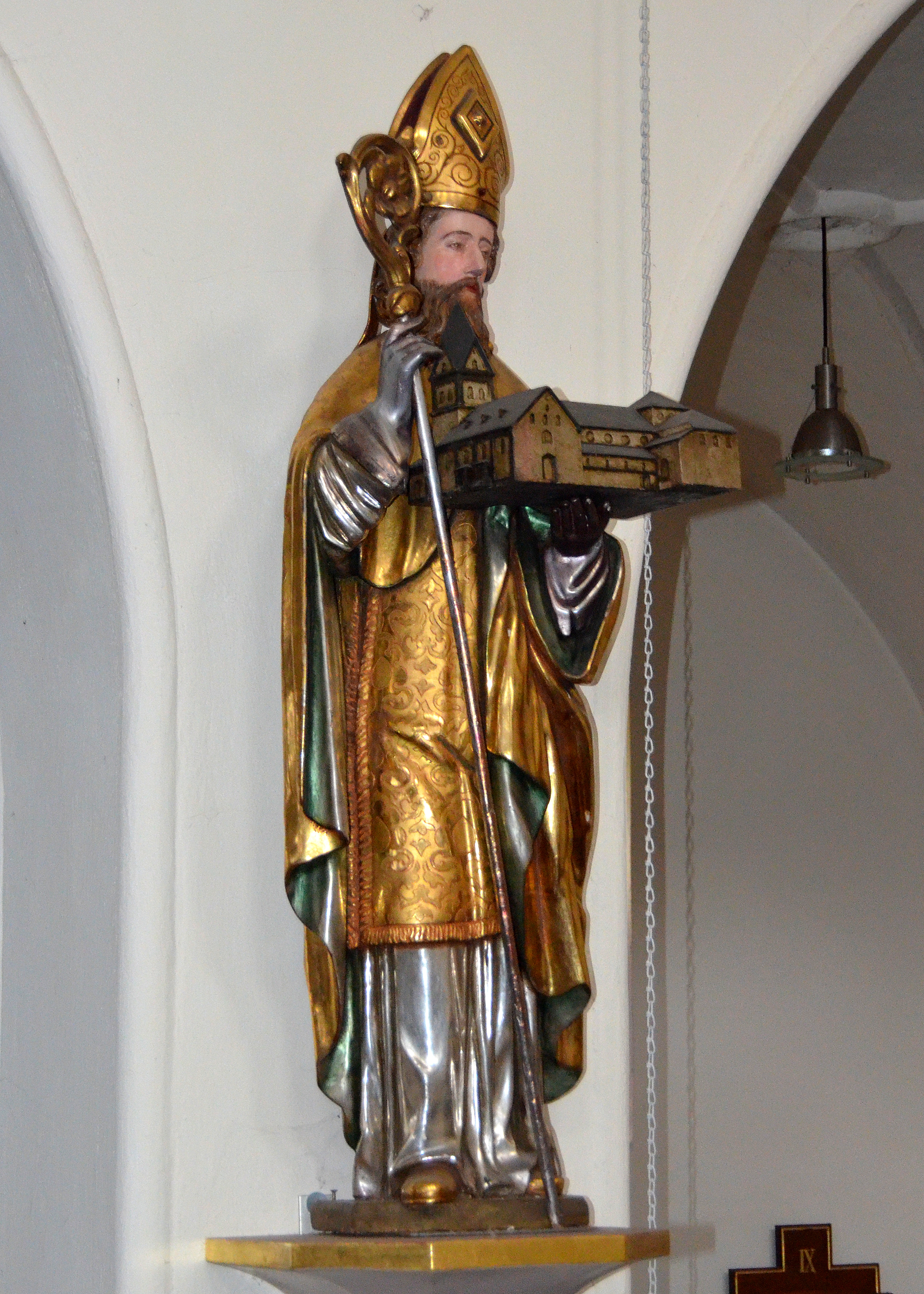
Beeld Martinus